# Natura Artis Magistra
O Natura Artis Magistra, ou simplesmente Artis, é um jardim zoológico localizado no centro de Amsterdã. É o mais antigo jardim zoológico dos Países Baixos e um dos zoológicos mais antigos da Europa continental. O local também contém um aquário e um planetário. Além disso, o Artis também tem um viveiro de plantas e uma grande coleção de arte. Uma parte da coleção de arte está em exposição no edifício do aquário do zoológico. Artis contém 27 edifícios monumentais, a maioria dos quais são utilizados como recintos para os animais.

## História
O zoológico foi fundado em 1838 por Gerard Westerman, JWH Werlemann e JJ Wijsmuller (também conhecido como os três Ws). Foi inicialmente aberto apenas para membros. A partir de 1851 foi aberto ao público durante o mês de setembro. Em 1920, foi aberto ao público durante todo o ano, mas setembro continua sendo o mês dos descontos.
O núcleo da propriedade do zoológico atual, então a propriedade "Middenhof", foi comprado pelo conselho da sociedade zoológica "Natura Artis Magistra" no final de 1838 em Plantage, que era então uma área rural nos arredores de Amsterdã. Desde o início exibiu espécimes vivos e montados.
O zoológico é comumente referido como Artis, porque o zoológico tem três portões com as palavras 'Natura', 'Artis' e 'Magistra' escritas acima de cada um deles, respectivamente. Na maioria das vezes, apenas o portão do meio ficava aberto, de modo que as pessoas que passavam por ele, vendo que 'Artis' estava escrito acima, acreditavam que o zoológico se chamava apenas Artis. Graças a isso, logo poucas pessoas o conheciam pelo nome completo: Natura Artis Magistra.
O último quaga em cativeiro morreu em Artis em 12 de agosto de 1883. Na época, como todas as zebras eram chamadas de quaga, ninguém percebeu que esse era o último quaga vivo até anos depois

## Edifícios históricos

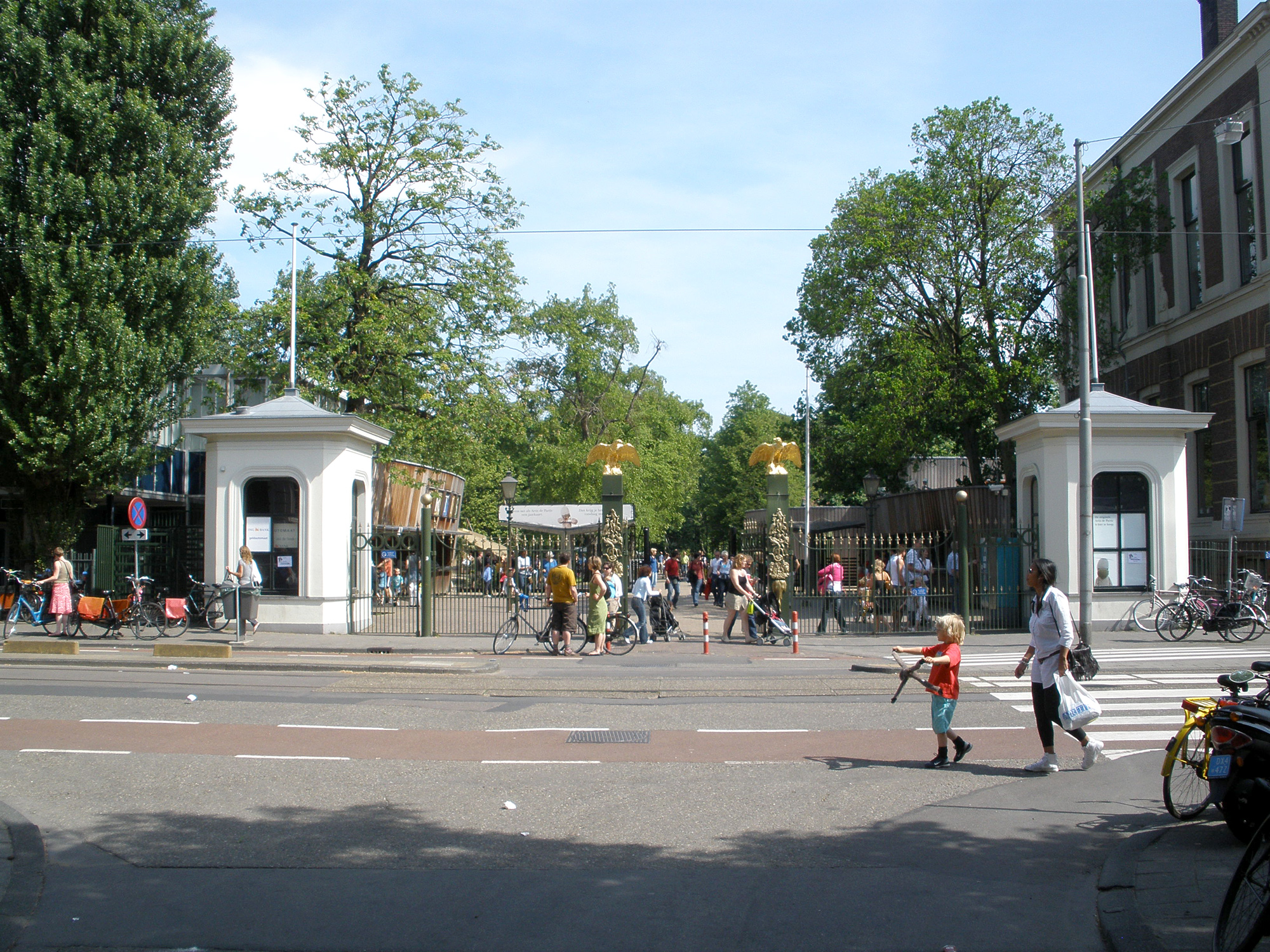
A entrada para Artis

Artis inclui 27 edifícios históricos. O Aquário foi construído em 1882 em um terreno alugado à cidade com a condição de que nele fosse construído apenas um museu. A biblioteca data de 1867 e o edifício 'Ledenlokalen' no lado direito da entrada principal também data do século XIX.

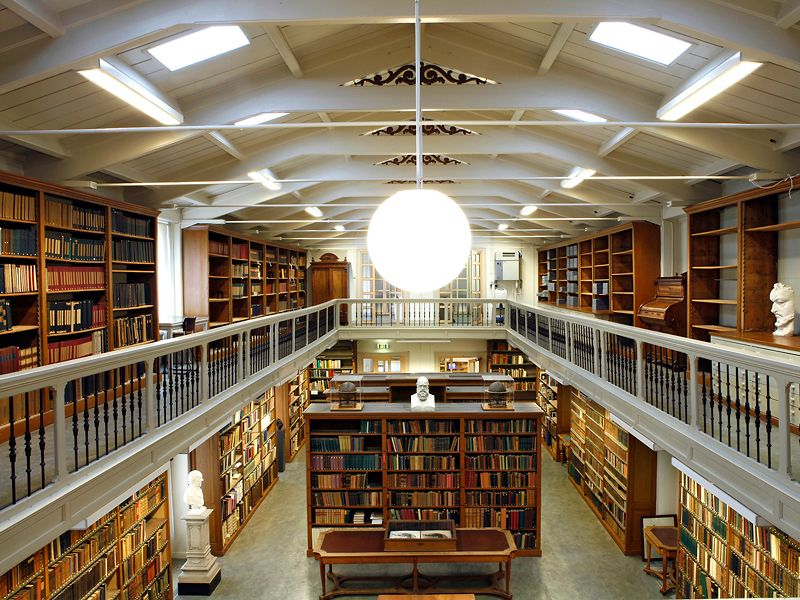
Biblioteca Artis

A casa do lobo (anteriormente uma pousada) e a Masman Garden House, que agora abriga íbis escarlates, estavam no local antes do zoológico ser estabelecido.

## Biblioteca
Artis tem uma biblioteca sobre a história da zoologia e botânica. Abriga a biblioteca do zoológico, bem como as bibliotecas do Museu Zoológico de Amsterdã e do Jardim Botânico de Amsterdã. Ele também hospeda os arquivos de uma série de zoólogos e botânicos, como o arquivo de Hugo de Vries. Ele contém 20 000 livros, 3 000 manuscritos e 80 000 gravuras de animais.
A biblioteca faz parte das coleções especiais da Universidade de Amsterdã.

## Images

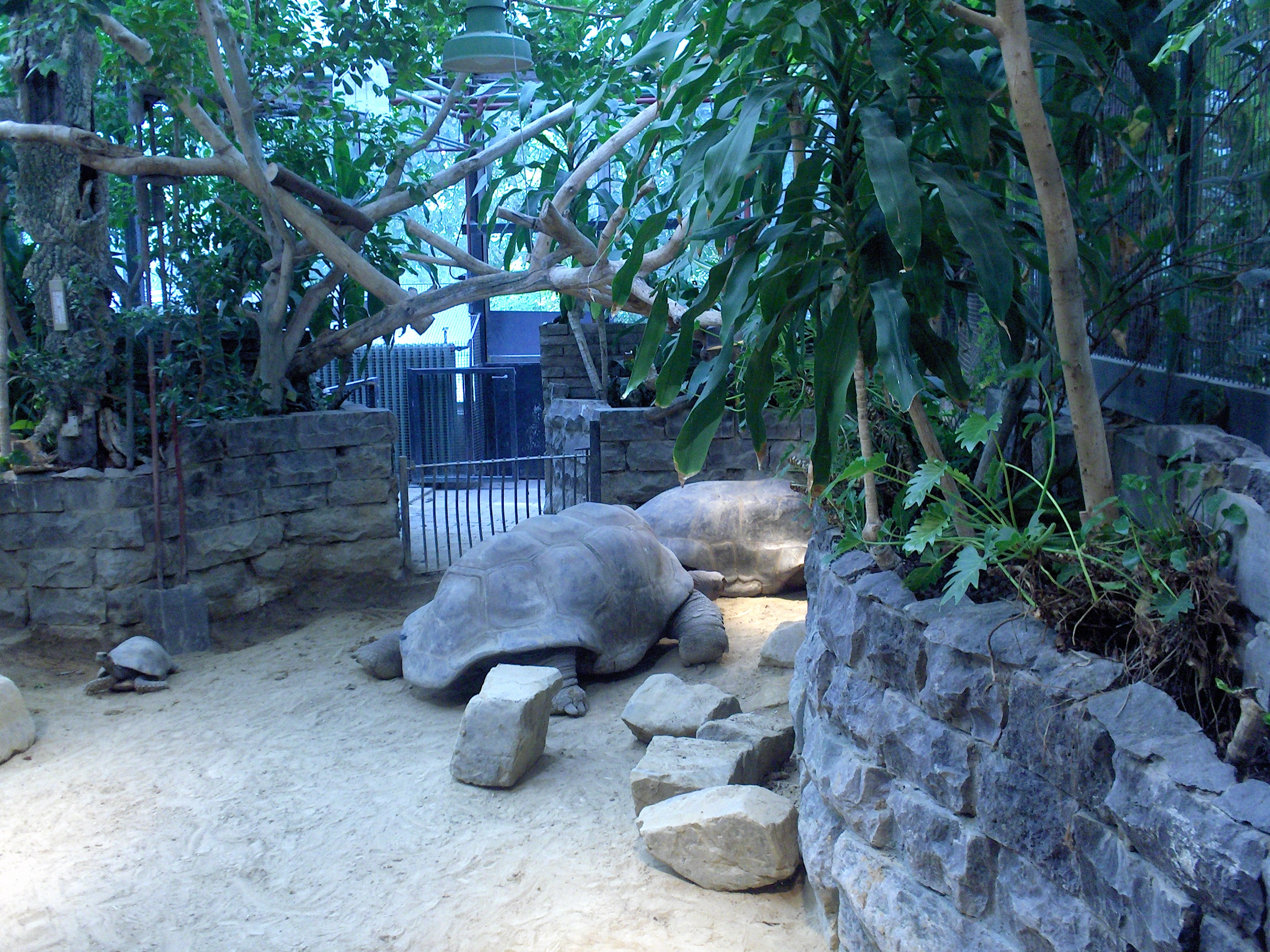
Tartarugas Aldabra em Artis
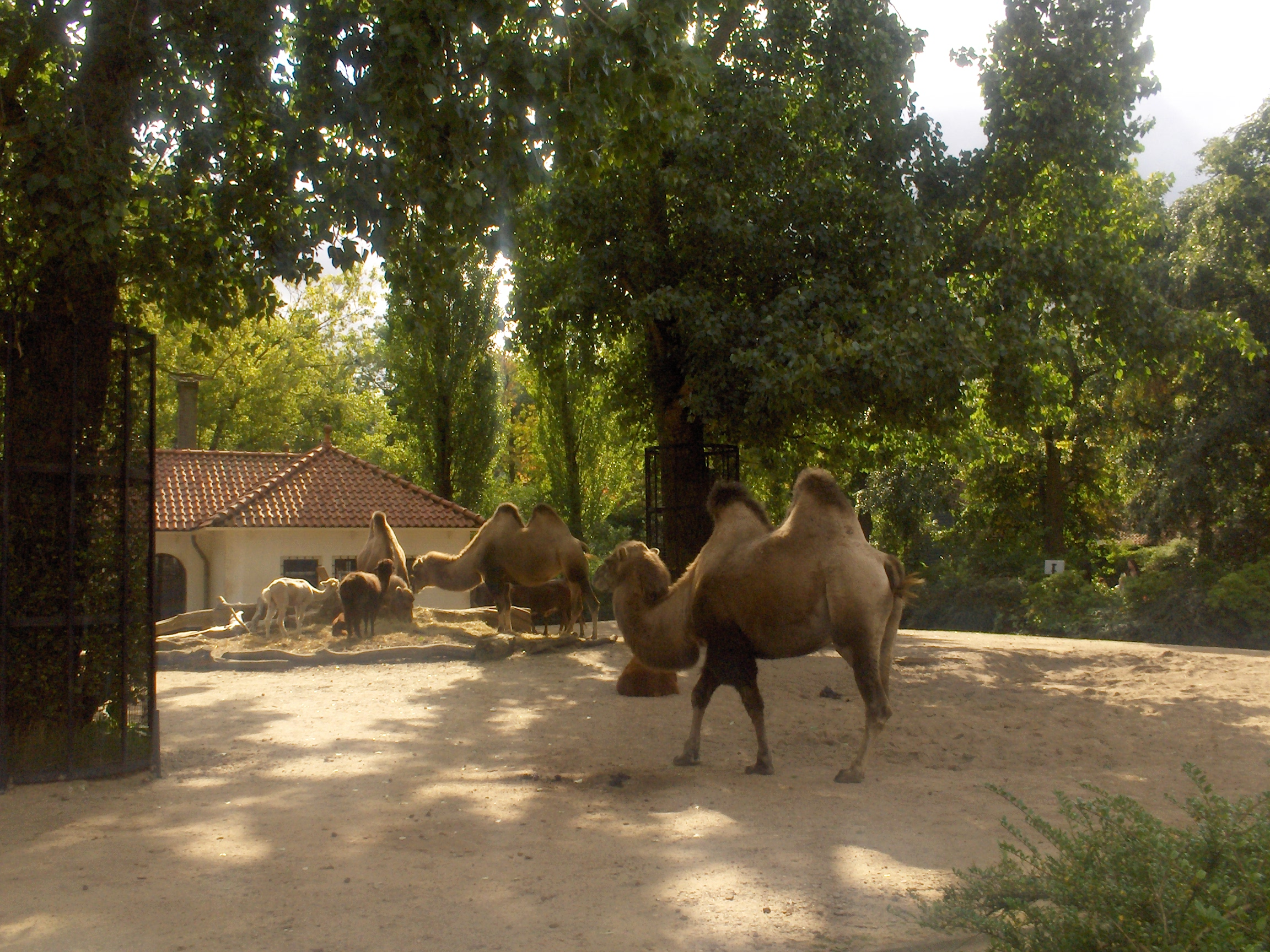
Camelos em Artis
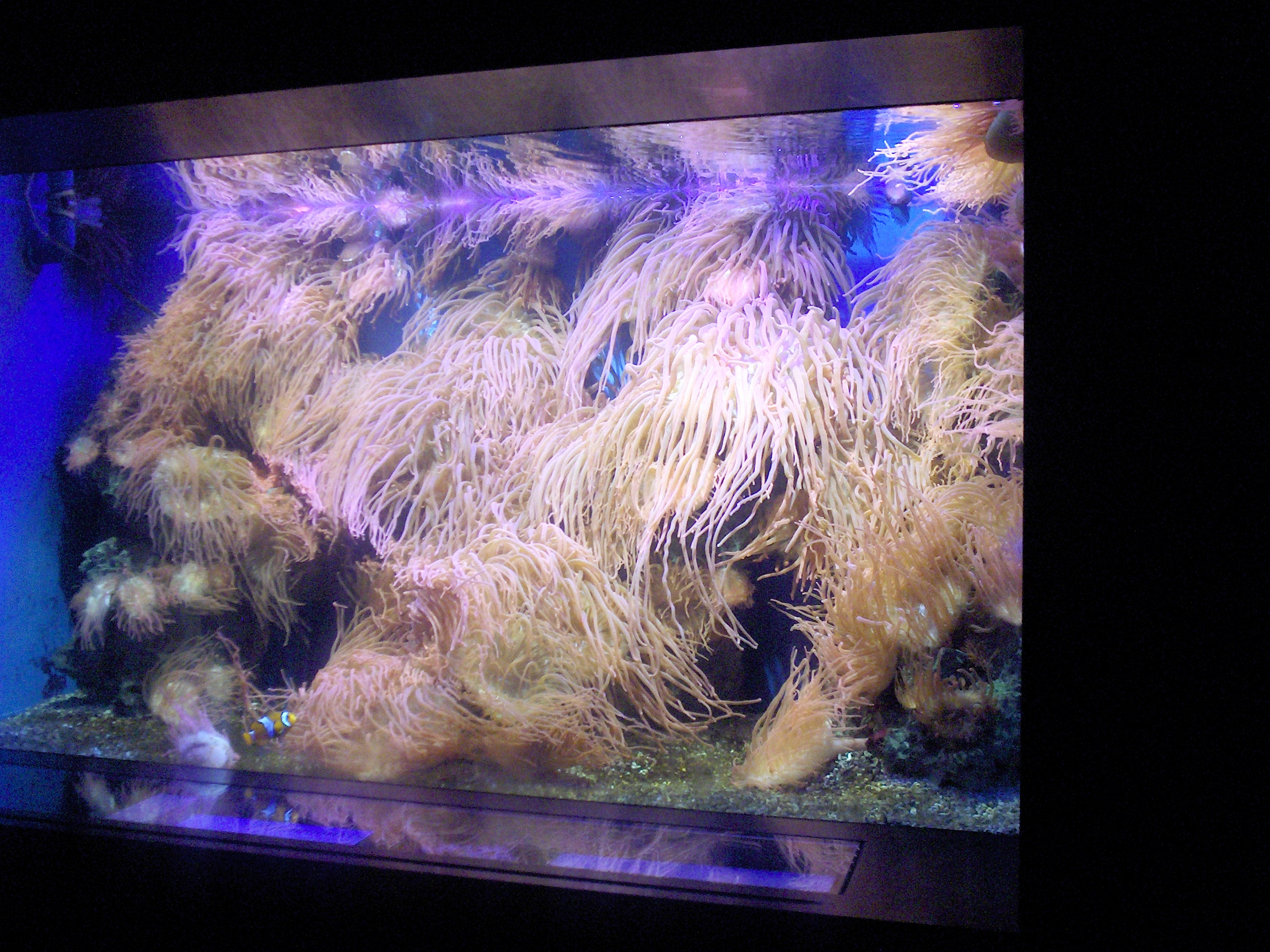
Aquário Artis
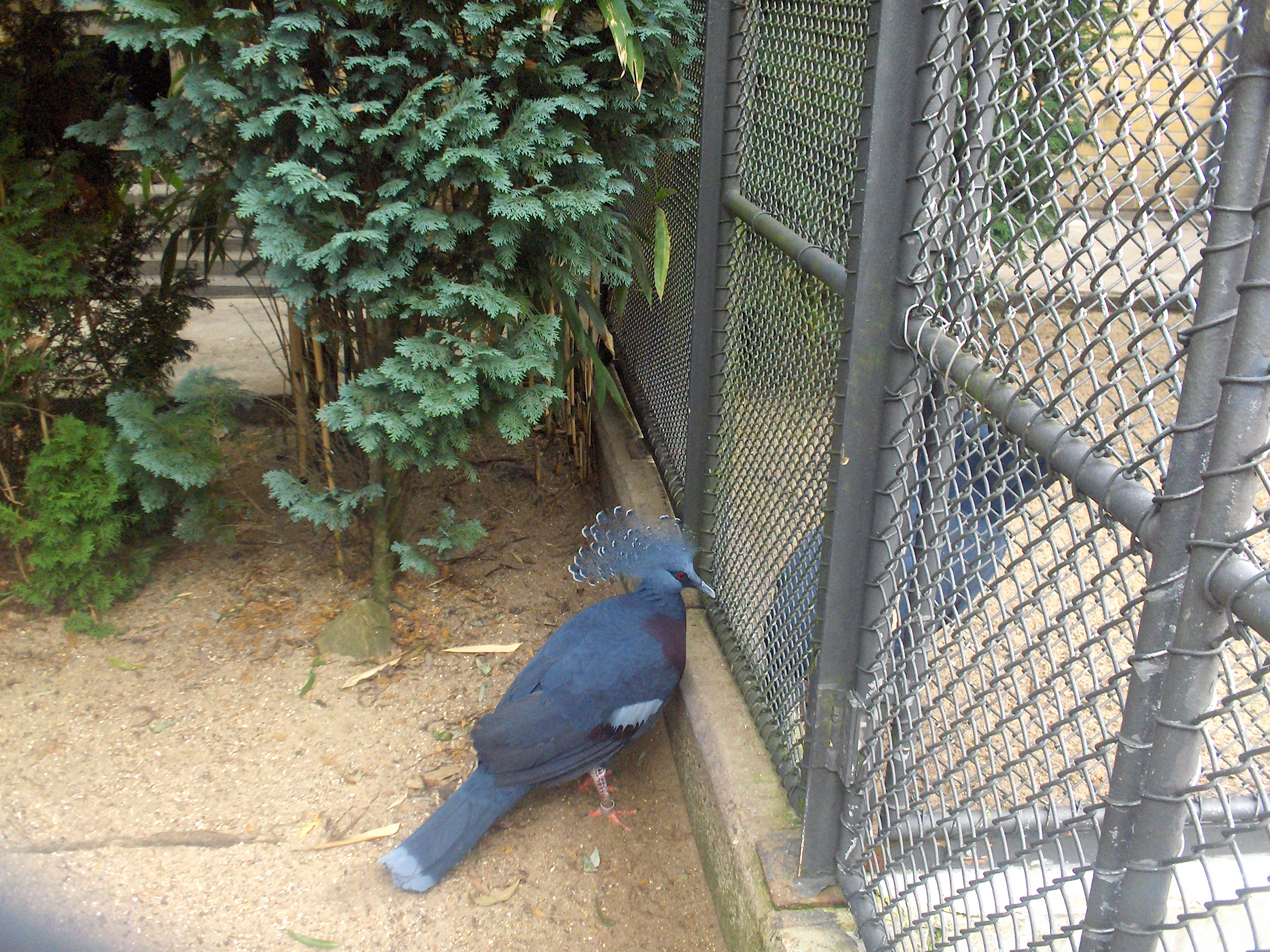
Pombos-coroados em Artis
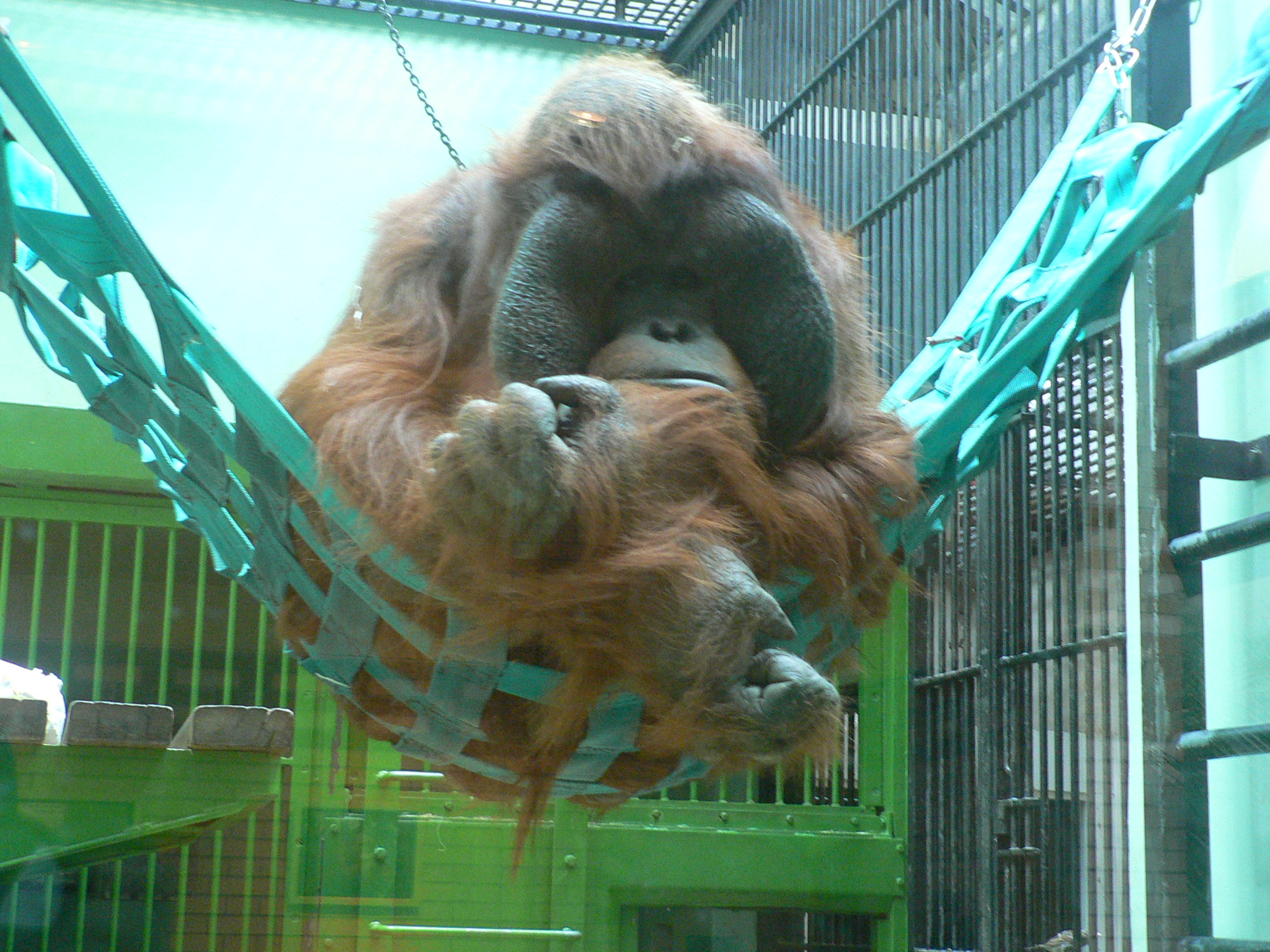
Não há mais orangotangos no Artis
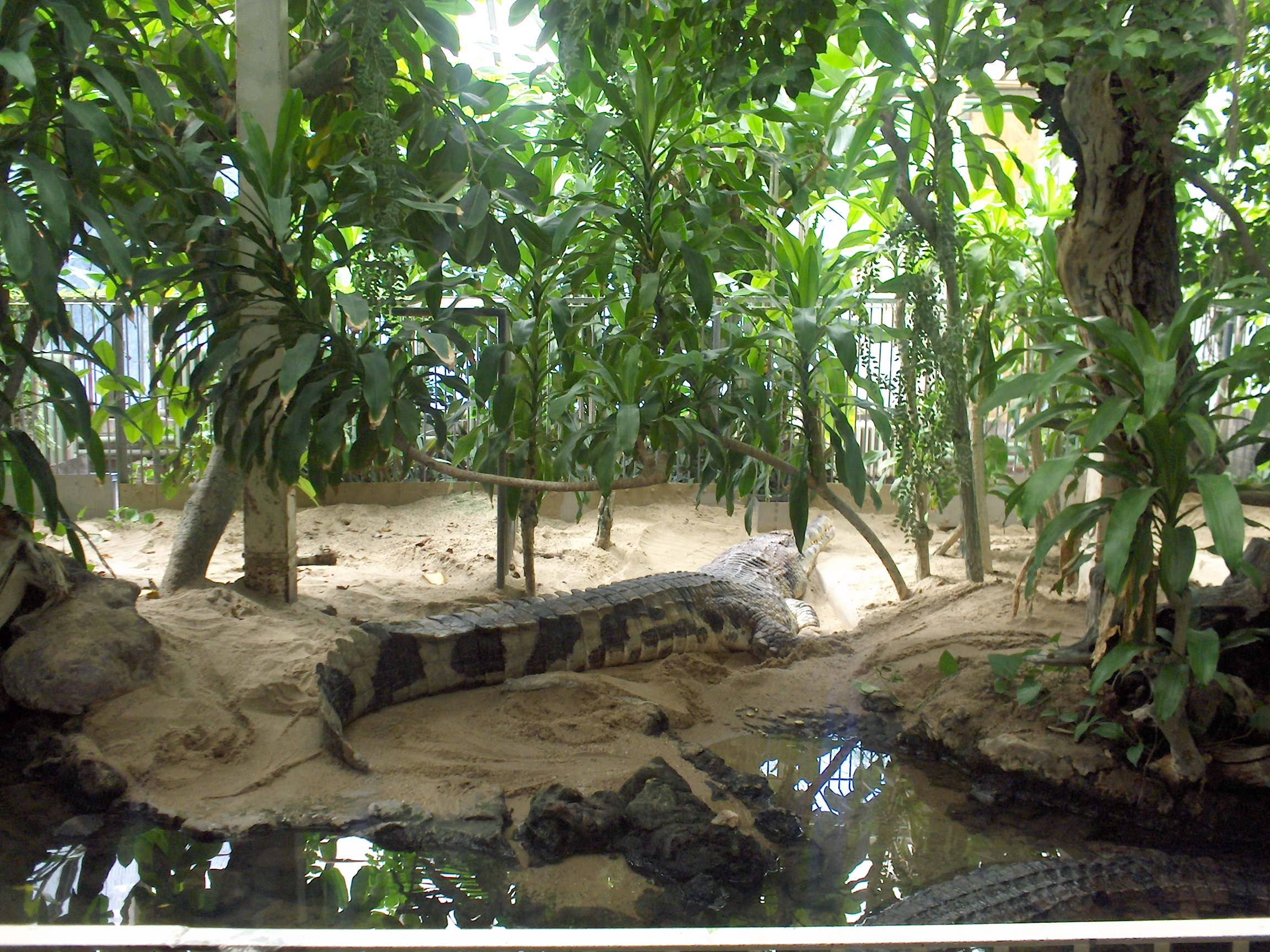
Crocodilos em Artis
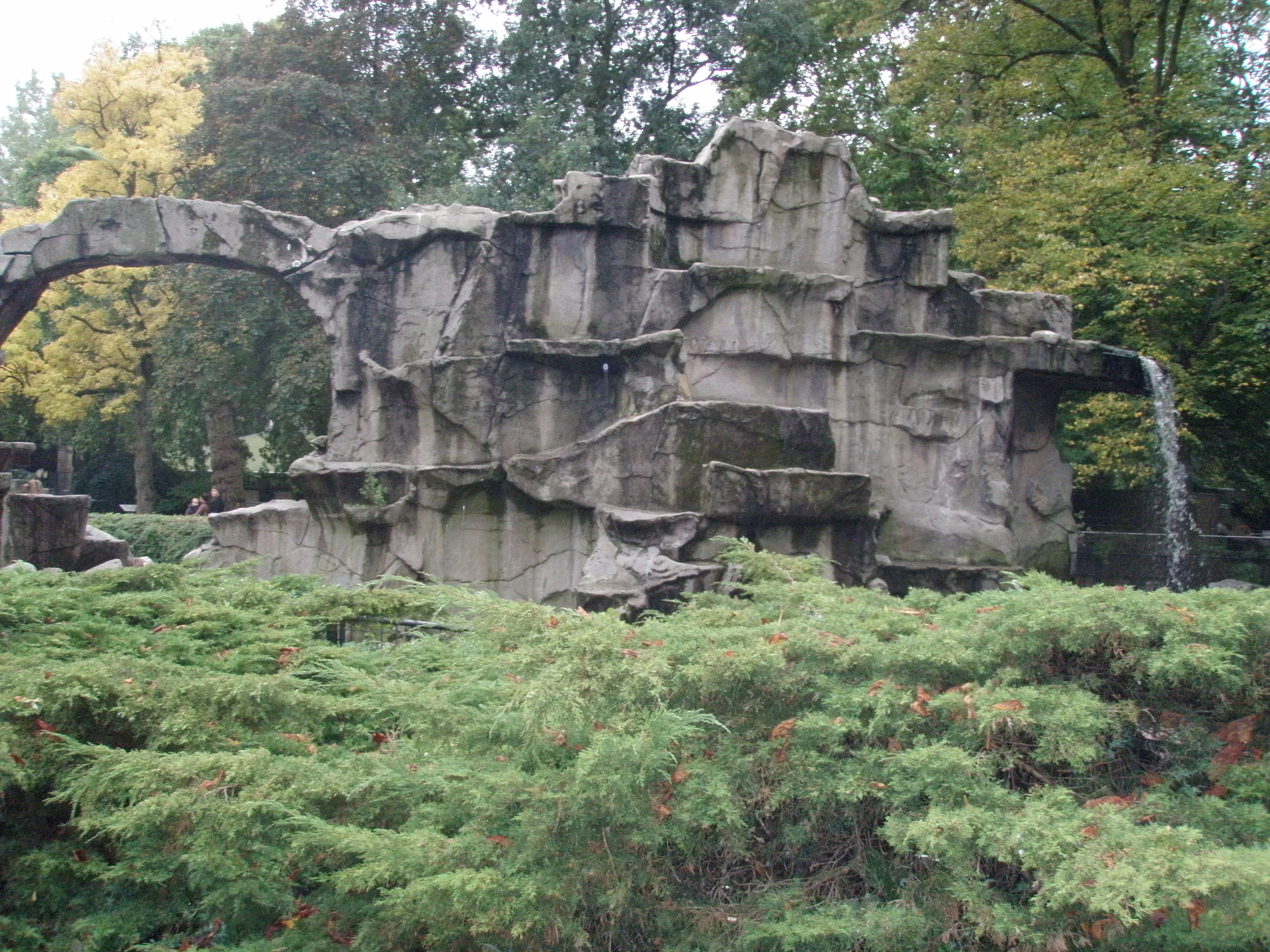
Sonhos - Uma fachada de pedra em Artis
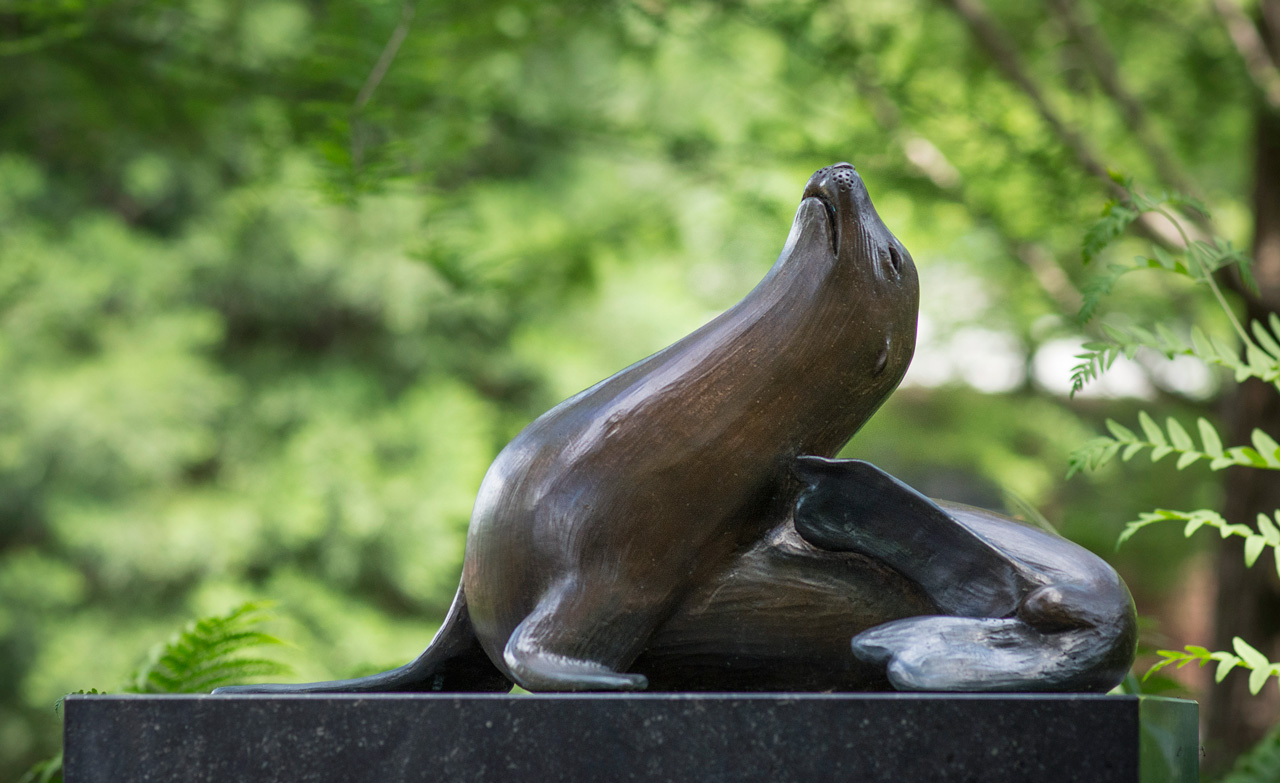
Escultura de leão marinho em bronze por Anthony Smith em Artis